# District de la Riviera-Pays-d'Enhaut
Le district Riviera-Pays-d’Enhaut, dont Vevey est le chef-lieu, est l'un des dix districts du canton de Vaud. Montreux est la commune la plus peuplée du district de la Riviera-Pays-d’Enhaut.

## Histoire
Il fait partie des nouveaux districts créés lors de la réorganisation cantonale du 1er janvier 2008. Il est formé de la totalité des communes des anciens districts du Pays-d'Enhaut et de Vevey.

## Préfets
La préfecture du district est administrée par deux préfets. Les préfets sont Roland Berdoz et Fabrice Neyroud.

## Liste des communes
Voici la liste des communes composant le district avec, pour chacune, sa population.
| Nom                   | N° OFS | Population (décembre 2023) |
| --------------------- | ------ | -------------------------- |
| Blonay - Saint-Légier | 5892   | +012 343,                  |
| Chardonne             | 5882   | +003 236,                  |
| Château-d'Œx          | 5841   | +003 624,                  |
| Corseaux              | 5883   | +002 336,                  |
| Corsier-sur-Vevey     | 5884   | +003 428,                  |
| Jongny                | 5885   | +001 915,                  |
| La Tour-de-Peilz      | 5889   | +012 595,                  |
| Montreux              | 5886   | +026 828,                  |
| Rossinière            | 5842   | +000528,                   |
| Rougemont             | 5843   | +000798,                   |
| Vevey                 | 5890   | +020 139,                  |
| Veytaux               | 5891   | +001 003,                  |
| Total                 | Total  | +088 773,                  |